# José Tognola
José Tognola – piłkarz urugwajski, napastnik.
Jako piłkarz klubu Reformers Montevideo był w kadrze reprezentacji Urugwaju podczas turnieju Copa América 1916 - pierwszych w dziejach mistrzostwach Ameryki Południowej oraz pierwszych w dziejach mistrzostwach kontynentalnych. Urugwaj zdobył tytuł pierwszego mistrza Ameryki Południowej, a Tognola zagrał w dwóch meczach - z Brazylią (zdobył bramkę) i Argentyną.
Był także w kadrze urugwajskiej podczas turnieju Copa América 1917, gdzie Urugwaj ponownie zdobył mistrzostwo kontynentu. Tognola, wciąż jako gracz klubu Reformers, nie zagrał w żadnym meczu.